# Wanakerta (Situraja)
Wanakerta is een bestuurslaag in het regentschap Sumedang van de provincie West-Java, Indonesië. Wanakerta telt 1829 inwoners (volkstelling 2010).